# Johanna Salomaa
Leena Johanna "Jonsu" Salomaa (ur. 18 stycznia 1984 w Espoo) – fińska wokalistka znana z występów w grupie muzycznej Indica, której jest liderką. Obecnie wraz z Jesse Hietanen ma drugi zespół - Vox Populis. Znana jest również z gościnnego występu w grupie Nightwish oraz współpracy z fińskim wokalistą - Jukka Poika.

## Dyskografia
Single
| "I Saved The World Today" (różni wykonawcy) | 2008 | — | —                 |
| Nightwish Feat. Jonsu – "Erämaan Viimeinen" | 2007 | 1 | Dark Passion Play |
| Jonsu feat Jukka Poika – "Sydänten Tiellä"  | 2011 | — | —                 |
| "—" singel nie był notowany.                |      |   |                   |

Inne
| Album                                                      | Rok  | Uwagi               | Źródło |
| ---------------------------------------------------------- | ---- | ------------------- | ------ |
| Private Line – 21st Century Pirates                        | 2004 | gościnnie fortepian | [ 7 ]  |
| Nightwish – Dark Passion Play                              | 2008 | gościnnie śpiew     | [ 8 ]  |
| Pale Saarinen – Bohemian Eyes / Boheemi Elää (OST)         | 2011 | gościnnie śpiew     | [ 9 ]  |
| Matti Jurva Orkesteri Solistina Jukka Poika – Jurva Jyrää! | 2013 | gościnnie skrzypce  | [ 10 ] |